# Регис
Эмие́ль Ре́гис Роге́ллек Терзие́фф-Годфро́й (пол. Emiel Regis Rohellec Terzieff-Godefroy), более известный как просто Регис, — один из центральных персонажей литературного цикла «Ведьмак», написанного Анджеем Сапковским, а также дополнения «Кровь и вино» для компьютерной игры «Ведьмак 3: Дикая Охота». Вампир, друг и соратник Геральта из Ривии.

## Личность

### Внешность
В книгах Регис описан как худощавый мужчина средних лет, похожий на сборщика податей. Его чёрные волосы тронуты сединой, а лицо украшено антрацитовыми глазами и породистым горбатым носом. Он имеет привычку улыбаться, не разжимая губ, скрывая таким образом клыки, а вместе с ними и своё вампирское происхождение. Одет в чёрный балахон, перехваченный в поясе фартуком, также носит полотняную торбу с травами, маскируя свой запах от животных, которые способны распознать его природу.

### Характер
Эмиеля можно охарактеризовать как хладнокровного, рассудительного, высокоморального и эрудированного персонажа с богатым жизненным опытом. Он способен сохранять спокойствие независимо от обстоятельств, прекрасно контролирует свои эмоции, умеет принимать сложные и взвешенные решения. За многие годы жизни среди людей Регис идеально научился мимикрировать в человеческом обществе. Самоотвержен и предан друзьям, ради которых готов пойти на всё.

## Литературная биография
Впервые Регис встречается в книге «Крещение огнём», где присоединяется к ведьмаку Геральту из Ривии в поисках Цири. Он предстаёт в образе лекаря и учёного, а позже, во время суда ордалиями, открывается его истинная натура. Поначалу он вызывает недоверие со стороны спутников, однако со временем разъясняет им всё, даже своё нежелание пить кровь (которая для высших вампиров не более чем алкогольный напиток). Постепенно Регис заслуживает уважение и доверие даже у Геральта, становясь ему близким другом:
— Кто это был, Геральт? — Друг. Мне будет его недоставать. — Он был человеком? — Он был воплощением человечности.Разговор Геральта и Йеннифэр в замке Стигга
Ближе к концу романа «Владычица Озера», во время боя в замке Стигга, Регис погибает, разорванный Вильгефорцем надвое и вплавленный в колонну.

## Адаптации

### Компьютерные игры
Упоминание о Регисе впервые встречается в игре «Ведьмак» во время прохождения квеста «Моя старая знакомая». Лютик, рассказывая о былых странствиях Геральта, вспоминает, что среди друзей ведьмака был высший вампир, который погиб, сражаясь за него. Помимо этого хозяйка вызимского борделя вампирша Королева Ночи упоминает о том, что Регис был её возлюбленным.
Регис является одним из центральных персонажей дополнения «Кровь и вино» к игре «Ведьмак 3: Дикая Охота». Согласно сюжету, он не был убит окончательно, а лишь находился в состоянии, близком к смерти. Ему удалось регенерировать с помощью крови другого высшего вампира, Детлаффа, после чего их стали связывать узы кровного родства. После восстановления Эмиель смог вернуться в Диллинген и вновь заняться врачебной практикой, пока не отправился в Туссент на помощь Детлаффу, где он снова встретил своего друга Геральта, вместе с которым они занялись решением проблемы Бестии из Боклера. В основной игре Региса можно заметить на карте для игры в гвинт, а также встретить его имя во внутриигровой книге «Интервью с вампиром».
Регис кратко упоминается в игре «Кровная вражда: Ведьмак. Истории» среди товарищей ведьмака Геральта, дезертировавших из армии королевы Лирии и Ривии Мэвы после битвы за Яругу.
Также Регис появляется в игре «Гвинт». Ему посвящен один из боевых пропусков под названием «Мертвецы не укусят», в котором рассказывается история о том, как Детлафф спас Эмиеля после битвы в замке Стигга и стал его другом.

### Кино и телевидение
Регис появится в фэнтезийном телесериале Netflix «Ведьмак», начиная с четвёртого сезона, и станет одним из ведущих персонажей. Его роль исполнит Лоренс Фишберн.